# Stefano Cincotta
Stefano Cincotta Giordano, né le 28 février 1991 à Guatemala City au Guatemala, est un footballeur international guatémaltèque, qui évolue au poste de défenseur. 
Il compte sept sélections et un but en équipe nationale depuis 2015. Il joue actuellement pour le club allemand du Chemnitzer FC.

## Biographie

### Carrière internationale
Stefano Cincotta est convoqué pour la première fois par le sélectionneur national Iván Sopegno pour un match amical contre le Canada le 27 mars 2015. Il entre à la 61e minute à la place de Moisés Hernández (défaite 1-0). Par la suite, le 15 juin 2015, il inscrit son premier but en sélection face aux Bermudes, dans le cadre des éliminatoires du mondial 2018 (victoire 1-0).
Malgré sa faible expérience internationale, Stefano Cincotta est appelé par le sélectionneur Iván Sopegno dans le groupe guatémaltèque pour la Gold Cup 2015. 
Il compte 7 sélections et 1 but avec l'équipe du Guatemala depuis 2015.

## Statistiques

### Buts en sélection
Le tableau suivant liste les résultats de tous les buts inscrits par Stefano Cincotta avec l'équipe du Guatemala.